# 张文斌
张文斌（？—？），马平人，清朝政治人物。

## 生平
光绪四年（1878年）接替袁绳武任邵武府知府一职，光绪五年（1879年）由徐震耀接任。